# Assemblée du Nevada
80e législature
Capitole de l'État du Nevada, Carson City.
L'Assemblée du Nevada (en anglais : Nevada Assembly) est la chambre basse de la Législature du Nevada, l'organe législatif de l'État américain du Nevada.

## Composition
L'Assemblée du Nevada compte 42 membres. Les membres de l'Assemblée sont élus pour un mandat de deux ans, toutes les années impaires, dans l'une des 42 circonscriptions  de l'État (Assembly districts) qui comptent en moyenne 64 300 habitants. Pour être élu à l'Assemblée, un législateur doit avoir au moins 21 ans, vivre dans le Nevada depuis au moins un an et résider dans le district qu'il souhaite représenter. Un législateur ne peut pas servir plus de douze ans au sein de la chambre.
Depuis 2021, l'Assemblée compte 26 démocrates contre 16 républicains.

## Siège
La législature du Nevada siège au Capitole de l'État du Nevada  situé à Carson City.

## Présidence
Le Speaker est élu par le caucus du parti majoritaire. Cette fonction est exercée par le démocrate Jason Frierson depuis 2017.